# 안디 그란다
안디 산티아고 그란다 알바레스(독일어: Andy Santiago Granda Álvarez, 1992년 2월 4일~)는 쿠바의 유도 선수이다. 2020년 하계 올림픽 남자 헤비급에 참가했으며 세계 선수권 대회에서 금메달 1개를 획득했다.